# Línea principal Tōhoku
Línea principal Tōhoku (東北本線 Tōhoku-honsen?) es una larga línea férrea en las regiones Kantō y Tōhoku en Japón, administrada por East Japan Railway Company. 

## Características
La Línea principal Tōhoku es una vía férrea de 575,7 km electrificada, contados desde la Estación Tokio hasta la Estación Morioka. Es parte de la red de East Japan Railway Company (JR East).
Una porción de la Línea principal de Tōhoku también se comparte con la Línea Keihin-Tōhoku (29,6 kilómetros entre la Estación Tokio y la estación Ōmiya) y la Línea Saikyō (18,0 kilómetros entre la Estación Akabane  y la Estación Ōmiya).
Aunque oficialmente la línea comienza en la Estación Tokio en Chiyoda (Tokio), la mayoría de los trenes de larga distancia realmente comienzan en la Estación Ueno en Taitō (Tokio), y pasan por ciudades como Saitama, Utsunomiya, Fukushima y Sendai, antes de llegar al final de la línea en Morioka. La línea originalmente llegaba hasta Aomori, pero fue recortada cuando Tōhoku Shinkansen se extendió más allá de Morioka.
La parte de 159.9 kilómetros de largo de la línea entre la estación de Ueno y la estación de Kuroiso, se conoce como la Línea Utsunomiya. 

## Estaciones de la Línea Principal Tōhoku

### Estaciones: Tokio, Ueno a Kuroiso[1]
Artículo principal: Línea Utsunomiya
La sección es conocida como la Línea Utsunomiya.

### Estaciones: Kuroiso a Sendai[2]
- ●: Todos los trenes rápidos paran

- |: Todos los trenes rápidos pasan

- *: Algunos trenes rápidos paran

| Estación                   | Nombre japonés     | Distancia (km) desde Tokio | Rápido | conexiones | Localización      | Localización            |
| -------------------------- | ------------------ | -------------------------- | ------ | --- | ----------------- | ----------------------- |
| Kuroiso                    | 黒磯               | 163.3                      |        | ■ Línea Utsunomiya | Nasushiobara      | Prefectura de Tochigi   |
| Takaku                     | 高久               | 167.3                      |        | | Nasu              | Prefectura de Tochigi   |
| Kurodahara                 | 黒田原             | 171.5                      |        | | Nasu              | Prefectura de Tochigi   |
| Toyohara                   | 豊原               | 176.7                      |        | | Nasu              | Prefectura de Tochigi   |
| Shirasaka                  | 白坂               | 182.0                      |        | | Shirakawa         | Prefectura de Fukushima |
| Shin-Shirakawa             | 新白河             | 185.4                      |        | Tōhoku Shinkansen | Nishigo           | Prefectura de Fukushima |
| Shirakawa                  | 白河               | 188.2                      |        | | Shirakawa         | Prefectura de Fukushima |
| Kutano                     | 久田野             | 192.9                      |        | | Shirakawa         | Prefectura de Fukushima |
| Izumizaki                  | 泉崎               | 197.4                      |        | | Izumizaki         | Prefectura de Fukushima |
| Yabuki                     | 矢吹               | 203.4                      |        | | Yabuki            | Prefectura de Fukushima |
| Kagamiishi                 | 鏡石               | 208.8                      |        | | Kagamiishi        | Prefectura de Fukushima |
| Sukagawa                   | 須賀川             | 215.1                      |        | | Sukagawa          | Prefectura de Fukushima |
| Asaka-Nagamori             | 安積永盛           | 221.8                      |        | ■ Línea Suigun | Kōriyama          | Prefectura de Fukushima |
| Terminal de carga Kōriyama | 郡山貨物ターミナル | 223.4                      |        | | Kōriyama          | Prefectura de Fukushima |

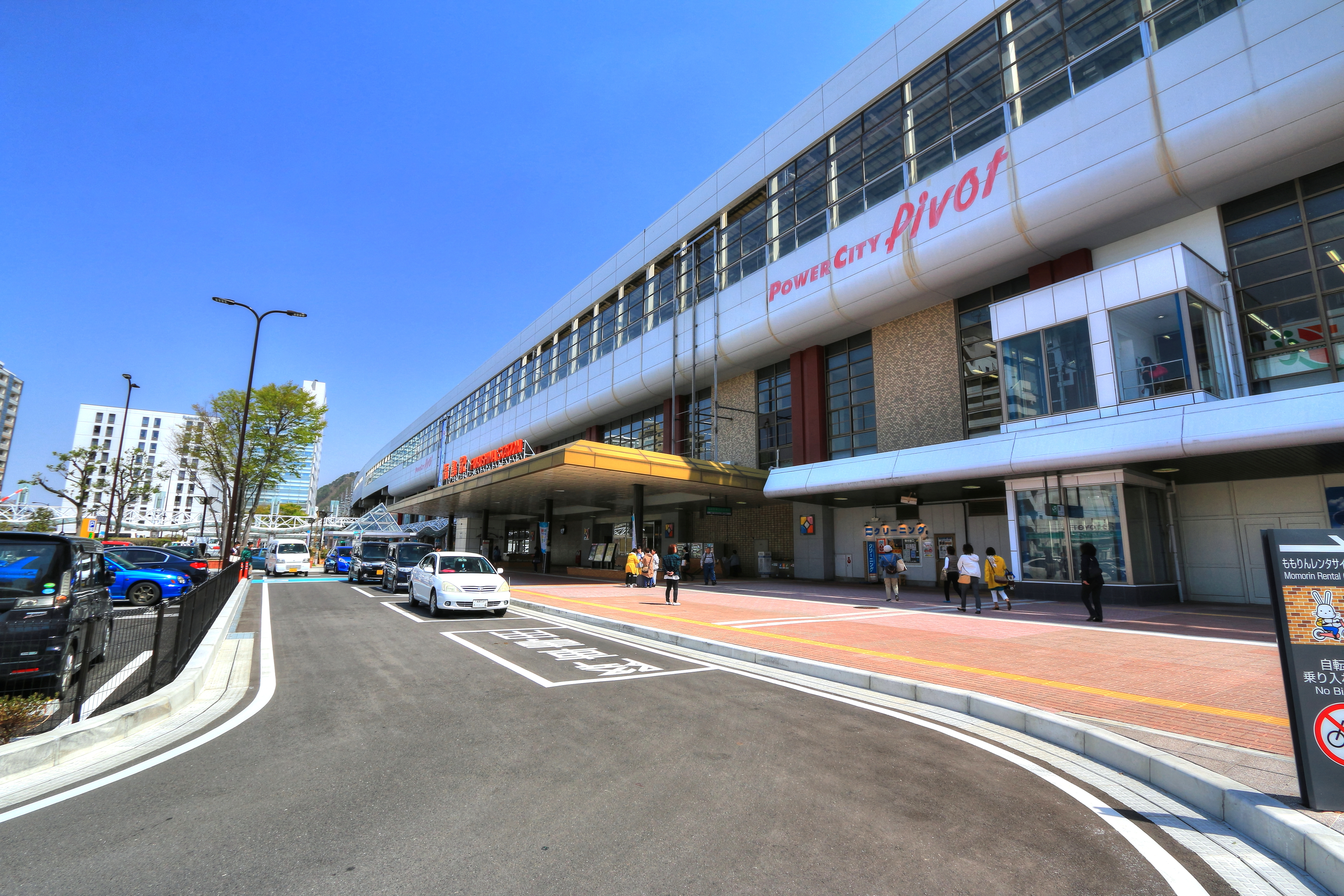
Estación Fukushima

| Kōriyama                   | 郡山               | 226.7                      |        | - Tōhoku Shinkansen - ■ Línea Banetsu West - ■ Línea Banetsu East - ■ Línea Suigun (a través de Asaka-Nagamori a Kōriyama) | Kōriyama          | Prefectura de Fukushima |
| Hiwada                     | 日和田             | 232.4                      |        | | Kōriyama          | Prefectura de Fukushima |
| Gohyakugawa                | 五百川             | 236.9                      |        | | Motomiya          | Prefectura de Fukushima |
| Motomiya                   | 本宮               | 240.7                      |        | | Motomiya          | Prefectura de Fukushima |
| Sugita                     | 杉田               | 246.6                      |        | | Nihonmatsu        | Prefectura de Fukushima |
| Nihonmatsu                 | 二本松             | 250.3                      |        | | Nihonmatsu        | Prefectura de Fukushima |
| Adachi                     | 安達               | 254.5                      |        | | Nihonmatsu        | Prefectura de Fukushima |
| Matsukawa                  | 松川               | 259.5                      |        | | Fukushima         | Prefectura de Fukushima |
| Kanayagawa                 | 金谷川             | 264.0                      |        | | Fukushima         | Prefectura de Fukushima |
| Minami-Fukushima           | 南福島             | 269.4                      |        | | Fukushima         | Prefectura de Fukushima |
| Fukushima                  | 福島               | 272.8                      | ●      | - Tōhoku Shinkansen - Yamagata Shinkansen - ■ Línea principal Ōu - Línea Fukushima Kōtsū Iizaka - Línea Abukuma Express | Fukushima         | Prefectura de Fukushima |
| Higashi-Fukushima          | 東福島             | 278.8                      | *      | | Fukushima         | Prefectura de Fukushima |
| Date                       | 伊達               | 281.9                      | *      | | Date              | Prefectura de Fukushima |
| Koori                      | 桑折               | 285.9                      | *      | | Koori             | Prefectura de Fukushima |
| Fujita                     | 藤田               | 289.3                      | *      | | Kunimi            | Prefectura de Fukushima |
| Kaida}                     | 貝田               | 294.9                      | \|     | | Kunimi            | Prefectura de Fukushima |
| Kosugō                     | 越河               | 298.6                      | \|     | | Shiroishi         | Prefectura de Miyagi    |
| Shiroishi                  | 白石               | 306.8                      | ●      | | Shiroishi         | Prefectura de Miyagi    |
| Higashi-Shiroishi          | 東白石             | 311.0                      | \|     | | Shiroishi         | Prefectura de Miyagi    |
| Kita-Shirakawa             | 北白川             | 315.3                      | \|     | | Shiroishi         | Prefectura de Miyagi    |
| Ōgawara                    | 大河原             | 320.1                      | ●      | | Ōgawara           | Prefectura de Miyagi    |
| Funaoka                    | 船岡               | 323.1                      | *      | | Shibata           | Prefectura de Miyagi    |
| Tsukinoki                  | 槻木               | 327.7                      | *      | Línea Abukuma Express | Shibata           | Prefectura de Miyagi    |

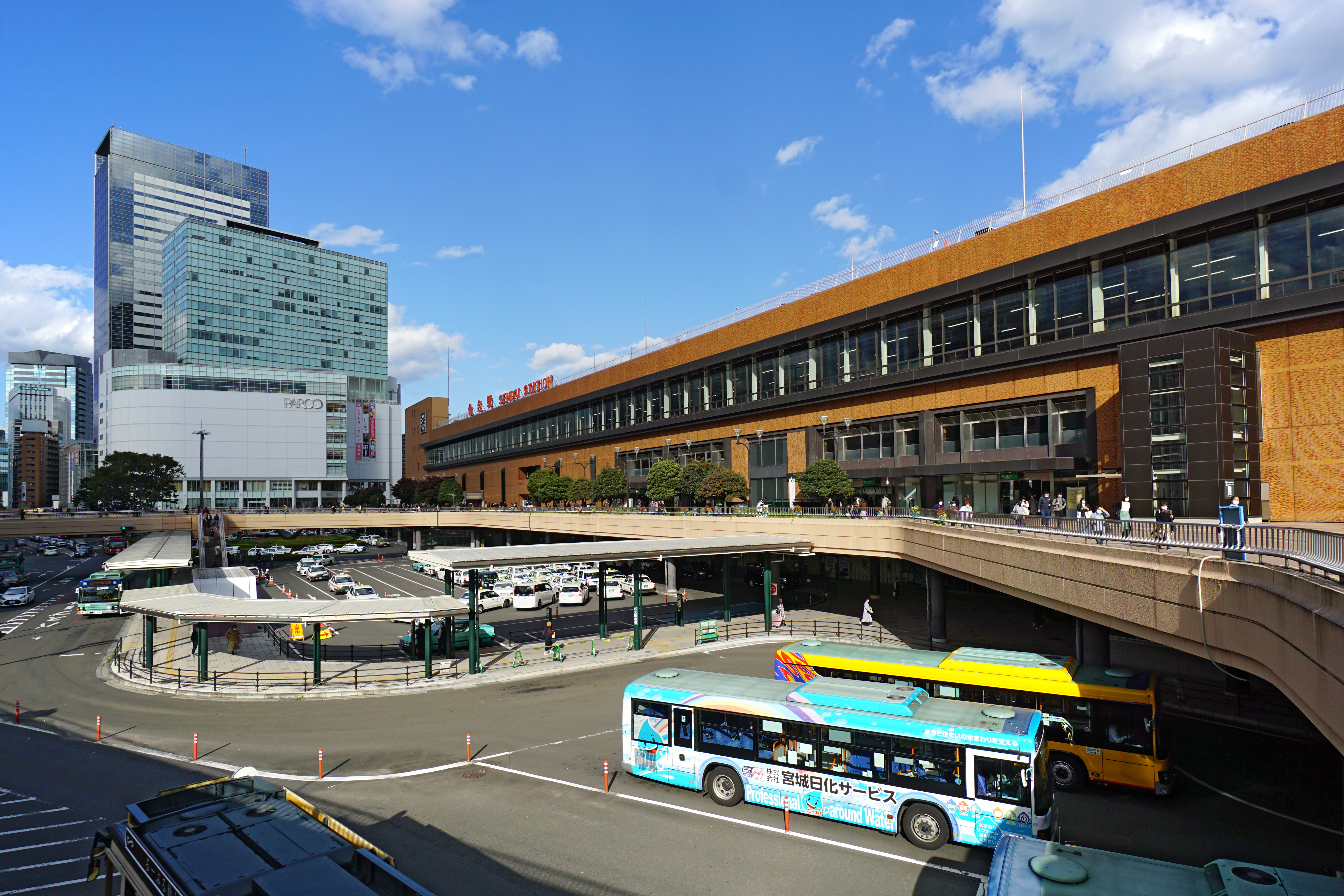
Estación Sendai

| Iwanuma                    | 岩沼               | 334.2                      | ●      | ■ Línea Jōban (a través de Iwanuma a Sendai y a Rifu) | Iwanuma           | Prefectura de Miyagi    |
| Tatekoshi                  | 館腰               | 337.9                      | \|     | ■ Línea Jōban | Natori            | Prefectura de Miyagi    |
| Natori                     | 名取               | 341.4                      | ●      | - ■ Línea Jōban - Línea Sendai Airport | Natori            | Prefectura de Miyagi    |
| Minami-Sendai              | 南仙台             | 344.1                      | \|     | ■ Línea Jōban | Taihaku-ku Sendai | Prefectura de Miyagi    |
| Taishidō                   | 太子堂             | 346.3                      | \|     | ■ Línea Jōban | Taihaku-ku Sendai | Prefectura de Miyagi    |
| Nagamachi                  | 長町               | 347.3                      | \|     | - ■ Línea Jōban - ■ Línea Nanboku (Metro de Sendai) - Línea de carga Miyagino | Taihaku-ku Sendai | Prefectura de Miyagi    |
| Sendai                     | 仙台               | 351.8                      | ●      | - Tohoku Shinkansen - Akita Shinkansen - ■ Línea Senzan - ■ Línea Senseki - ■ Línea Jōban (a través de Iwanuma a Sendai y a Rifu) - ■ Línea Nanboku (Metro de Sendai) - ■ Línea Tōzai (Metro de Sendai) - Línea Sendai Airport (a través de Natori) | Aoba-ku Sendai    | Prefectura de Miyagi    |

### Estaciones: Sendai a Morioka[4]
- M: Minami Sanriku

- R: Aterui

- H: Hamayuri

- ●: Todos los trenes rápidos paran

- |: Todos los trenes rápidos pasan

| Estación         | Nombre japonés | Distancia (km) desde Tokio | Rápido              | Rápido              | Rápido              | Conexiones | Localización       | Localización         |
| Estación         | Nombre japonés | Distancia (km) desde Tokio | M                   | A                   | H                   | Conexiones | Localización       | Localización         |
| ---------------- | -------------- | -------------------------- | ------------------- | ------------------- | ------------------- | --- | ------------------ | -------------------- |
| Sendai           | 仙台           | 351.8                      | ●                   |                     |                     | - Tōhoku Shinkansen - Akita Shinkansen - ■ Línea Senzan - ■ Línea Senseki - ■ Línea Jōban (a través de Iwanuma a Sendai y a Rifu) - ■ Línea Nanboku (Metro de Sendai) - ■ Línea Tōzai (Metro de Sendai) - Línea Sendai Airport (a través de Natori) | Aoba-ku Sendai     | Prefectura de Miyagi |
| Higashi-Sendai   | 東仙台         | 355.8                      | \|                  |                     |                     | Línea de carga Miyagino | Miyagino-ku Sendai | Prefectura de Miyagi |
| Iwakiri          | 岩切           | 359.9                      | \|                  |                     |                     | Línea ramal Iwakiri | Miyagino-ku Sendai | Prefectura de Miyagi |
| Shin-Rifu        | 新利府         | 2.5 (de Iwakiri)           | Línea ramal Iwakiri | Línea ramal Iwakiri | Línea ramal Iwakiri | Línea ramal Iwakiri | Rifu               | Prefectura de Miyagi |
| Rifu             | 利府           | 4.2 (de Iwakiri)           | Línea ramal Iwakiri | Línea ramal Iwakiri | Línea ramal Iwakiri | Línea ramal Iwakiri | Rifu               | Prefectura de Miyagi |
| Rikuzen-Sannō    | 陸前山王       | 362.2                      | \|                  |                     |                     | Línea de carga Rinkai | Tagajō             | Prefectura de Miyagi |
| Kokufu-Tagajō    | 国府多賀城     | 363.5                      | \|                  |                     |                     | | Tagajō             | Prefectura de Miyagi |
| Shiogama         | 塩釜           | 365.2                      | \|                  |                     |                     | ■ Línea Senseki-Tōhoku | Shiogama           | Prefectura de Miyagi |
| Matsushima       | 松島           | 375.2                      | \|                  |                     |                     | | Matsushima         | Prefectura de Miyagi |
| Atago            | 愛宕           | 377.2                      | \|                  |                     |                     | | Matsushima         | Prefectura de Miyagi |
| Shinainuma       | 品井沼         | 381.6                      | \|                  |                     |                     | | Matsushima         | Prefectura de Miyagi |
| Kashimadai       | 鹿島台         | 386.6                      | \|                  |                     |                     | | Ōsaki              | Prefectura de Miyagi |
| Matsuyama-Machi  | 松山町         | 391.5                      | \|                  |                     |                     | | Ōsaki              | Prefectura de Miyagi |
| Kogota           | 小牛田         | 395.0                      | ●                   |                     |                     | - ■ Línea Rikuu East - ■ Línea Ishinomaki - ■ Línea Kesennuma | Misato             | Prefectura de Miyagi |
| Tajiri           | 田尻           | 401.1                      |                     |                     |                     | | Ōsaki              | Prefectura de Miyagi |
| Semine           | 瀬峰           | 407.8                      |                     |                     |                     | | Kurihara           | Prefectura de Miyagi |
| Umegasawa        | 梅ヶ沢         | 411.5                      |                     |                     |                     | | Tome               | Prefectura de Miyagi |
| Nitta            | 新田           | 416.2                      |                     |                     |                     | | Tome               | Prefectura de Miyagi |
| Ishikoshi        | 石越           | 423.5                      |                     |                     |                     | | Tome               | Prefectura de Miyagi |
| Yushima          | 油島           | 427.0                      |                     |                     |                     | | Ichinoseki         | Prefectura de Iwate  |
| Hanaizumi        | 花泉           | 431.2                      |                     |                     |                     | | Ichinoseki         | Prefectura de Iwate  |
| Shimizuhara      | 清水原         | 434.4                      |                     |                     |                     | | Ichinoseki         | Prefectura de Iwate  |
| Arikabe          | 有壁           | 437.8                      |                     |                     |                     | | Kurihara           | Prefectura de Miyagi |
| Ichinoseki       | 一ノ関         | 445.1                      |                     |                     |                     | - Tōhoku Shinkansen - ■ Línea Ōfunato | Ichinoseki         | Prefectura de Iwate  |
| Yamanome         | 山ノ目         | 448.0                      |                     |                     |                     | | Ichinoseki         | Prefectura de Iwate  |
| Hiraizumi        | 平泉           | 452.3                      |                     |                     |                     | | Hiraizumi          | Prefectura de Iwate  |
| Maesawa          | 前沢           | 459.9                      |                     |                     |                     | | Ōshū               | Prefectura de Iwate  |
| Rikuchū-Orii     | 陸中折居       | 465.1                      |                     |                     |                     | | Ōshū               | Prefectura de Iwate  |
| Mizusawa         | 水沢           | 470.1                      |                     | ●                   |                     | | Ōshū               | Prefectura de Iwate  |
| Kanegasaki       | 金ヶ崎         | 477.7                      |                     | \|                  |                     | | Kanegasaki         | Prefectura de Iwate  |
| Rokuhara         | 六原           | 481.1                      |                     | \|                  |                     | | Kanegasaki         | Prefectura de Iwate  |
| Kitakami         | 北上           | 487.5                      |                     | ●                   |                     | - Tōhoku Shinkansen - ■ Línea Kitakami | Kitakami           | Prefectura de Iwate  |
| Murasakino       | 村崎野         | 492.2                      |                     | \|                  |                     | | Kitakami           | Prefectura de Iwate  |
| Hanamaki         | 花巻           | 500.0                      |                     | ●                   | ●                   | ■ Línea Kamaishi | Hanamaki           | Prefectura de Iwate  |
| Hanamaki Airport | 花巻空港       | 505.7                      |                     | \|                  | \|                  | | Hanamaki           | Prefectura de Iwate  |
| Ishidoriya       | 石鳥谷         | 511.4                      |                     | \|                  | \|                  | | Hanamaki           | Prefectura de Iwate  |
| Hizume           | 日詰           | 516.8                      |                     | \|                  | \|                  | | Shiwa              | Prefectura de Iwate  |
| Shiwachūō        | 紫波中央       | 518.6                      |                     | \|                  | \|                  | | Shiwa              | Prefectura de Iwate  |
| Furudate         | 古館           | 521.5                      |                     | \|                  | \|                  | | Shiwa              | Prefectura de Iwate  |
| Yahaba           | 矢幅           | 525.1                      |                     | ●                   | ●                   | | Yahaba             | Prefectura de Iwate  |
| Iwate-Iioka      | 岩手飯岡       | 529.6                      |                     | \|                  | \|                  | | Morioka            | Prefectura de Iwate  |
| Senbokuchō       | 仙北町         | 533.5                      |                     | ●                   | \|                  | | Morioka            | Prefectura de Iwate  |
| Morioka          | 盛岡           | 535.3                      |                     | ●                   | ●                   | - Tōhoku Shinkansen - Akita Shinkansen - ■ Línea Yamada - ■ Línea Tazawako - Línea Iwate Galaxy | Morioka            | Prefectura de Iwate  |

### Línea de carga Miyagino

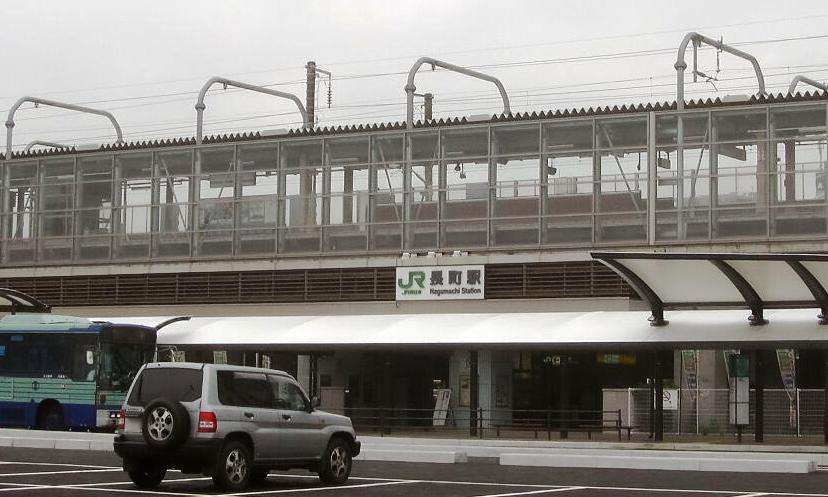
Estación Nagamachi

| N.º | Estación                 | Nombre japonés     | Distancia (km) | Distancia total | Transferencia             | Localización                                |
| --- | ------------------------ | ------------------ | -------------- | --------------- | ------------------------- | ------------------------------------------- |
| 01  | Nagamachi                | 佐貫               | 0              | 0               | Línea principal de Tōhoku | Taihaku-ku - Sendai - Prefectura de Miyagi  |
| 02  | Terminal de carga Sendai | 仙台貨物ターミナル | 3.8            | 3.8             |                           | Miyagino-ku - Sendai - Prefectura de Miyagi |
| 03  | Higashi-Sendai           | 東仙台             | 2.8            | 6.6             | Línea principal de Tōhoku | Miyagino-ku - Sendai - Prefectura de Miyagi |

## Antecedentes
La construcción de la Línea principal Tōhoku comenzó en la región de Kantō y se extendió al extremo norte de la isla Honshu, a la ciudad de Aomori en la región de Tōhoku. Es una de las líneas ferroviarias más antiguas de Japón, cuya construcción comenzó a finales del siglo XIX. Hasta el 1 de noviembre de 1906, la línea fue manejada por la compañía privada Nippon Railway.
En 1883, el primer segmento entre la Estación Ueno y la localidad de Kumagaya se abrió. En 1885, se extendió a la estación Utsunomiya, pero el río Tone era atravesado en bote. Después de la construcción del puente sobre el río Tone en 1886, las estaciones Utsunomiya y Ueno fueron conectadas directamente. La línea se extendió gradualmente más hacia el norte; a Kōriyama, Sendai, Ichinoseki y Morioka. En 1891, el segmento entre Morioka y Aomori se abrió, creando la línea ferroviaria continua más larga en Japón.
Después de 1906, la línea fue nacionalizada y se convirtió en la Línea principal Tohoku manejada por el Ministerio de Ferrocarriles (Japanese Government Railways). Cuando la Estación Tokio se abrió en 1925, la Línea principal de Tōhoku fue extendida de la Estación Ueno a la nueva estación. 
Cuando Tōhoku Shinkansen entró en servicio, ocupó tierra usada previamente para las pistas de los trenes mediados y de larga distancia de la Línea principal de Tōhoku; como resultado, solo un pequeño número de líneas de cercanías como la Línea Keihin-Tōhoku ahora operan a Tokio desde el norte; haciendo que la Estación Tokio forme parte de la Línea Principal de Tōhoku sea circunstancial, y se construyó la Línea Ueno-Tokio, para facilitar el servicio entre la Línea principal Tōkaidō y las líneas Utsunomiya y Jōban.
En 2002, Tōhoku Shinkansen fue extendido desde la Estación Morioka a la Estación Hachinohe y las operaciones del segmento local de la pista de la Línea principal Tohoku fueron concedidas a la Línea Iwate Galaxy (Iwate Ginga Railway, IGR) y a la Línea Aoimori. Con la extensión del Tōhoku Shinkansen a la Estación Shin-Aomori en 2010, el segmento entre las estaciones Hachinohe y Aomori fue delegado a la Línea Aoimori. La Línea principal de Tōhoku era la línea más larga de Japón, pero acortada,  es ahora la Línea principal de San'in la más larga.